# Ragnar Schlyter (skolman)
Gustaf Ragnar Schlyter, född den 24 oktober 1845 i Stockholm, död den 7 oktober 1927 i Karlskrona, var en svensk skolman och klassisk filolog.
Schlyter blev student vid Lunds universitet 1863 och avlade filosofie kandidatexamen där 1868. Han promoverades till filosofie doktor sistnämnda år och blev docent i latinska språket vid Lunds universitet 1869. Schlyter var lärare vid privata elementarskolan i Lund 1868–1870 och lektor i latinska och hebreiska språken vid högre allmänna läroverket i Karlskrona 1872–1911. Han utgav skrifter i språkvetenskapliga och pedagogiska ämnen samt verket Bidrag till den Schlyterska släktens genealogi och historia (1922). Schlyter medarbetade även i tidningar och tidskrifter. Han blev riddare av Nordstjärneorden 1894.
Ragnar Schlyter var son till Carl Johan Schlyter. Han gifte sig 1877 med Augusta Cederberg, dotter till prosten Daniel Cederberg i Röddinge. Makarna blev föräldrar till Karl, Gustaf, Vavi och Ragnar Schlyter.